# Мичак Тимофій Семенович
Тимофій Семенович Мичак (1899, село Тинне, тепер Сарненського району Рівненської області — 17 листопада 1947) — український радянський діяч, завідувач Сарненського районного земельного відділу Рівненської області. Депутат Верховної Ради УРСР 2-го скликання.

## Біографія
Народився в родині селянина-бідняка. Працював у власному сільському господарстві та на лісорозробках. Зазнавав переслідувань з боку польської поліції.
Після захоплення Західної України радянськими військами з 1940 по 1941 рік був організатором і головою правління колгоспу імені XVIII партконференції села Тинне Сарненського району Ровенської області.
Під час німецької окупації працював у сільському господарстві в селі Тинне.
У 1944—1946 роках — голова виконавчого комітету Тиннівської сільської ради депутатів трудящих Сарненського району Ровенської області.
У 1946 — 17 листопада 1947 року — завідувач Сарненського районного земельного відділу (районного відділу сільського господарства) Ровенської області.
Раптово помер 17 листопада 1947 року.